# Richard Temple (3e baronnet)
Richard Temple, 3e baronnet (28 mars 1634 - 8 mai 1697) est un homme politique anglais qui siège à la Chambre des communes à divers moments entre 1654 et 1697.

## Biographie
Il est le fils de Peter Temple (2e baronnet) de Stowe House et sa deuxième épouse, Christian Leveson, fille de  John Leveson. Il est admis à Gray's Inn le 6 novembre 1648 et à Emmanuel College de Cambridge le 23 décembre 1648. À la mort de son père en septembre 1653, il hérite du titre de baronnet.
En 1654, il est élu député du Warwickshire dans le premier parlement du protectorat et en 1659, il est élu député de Buckingham au parlement du troisième protectorat.
Il est réélu député de Buckingham en 1660 pour le Parlement de la Convention. Il est fait chevalier du Bain le 18 avril 1661. Il est réélu en 1661 pour le Parlement cavalier et siège jusqu'en 1679. Il est membre du Conseil des plantations étrangères en 1671 et commissaire des douanes de 1672 à 1694. Il joue un rôle de premier plan contre le complot papiste et pour tenter d'exclure de la couronne James, duc d’York. Lors des élections de février 1679, Sir Peter Tyrell est déclaré élu. Cependant Temple retrouve son siège en août 1679 et le garde jusqu'à sa mort en 1697. En 1676, il commande une nouvelle maison à Stowe qui constitue le noyau du bâtiment actuel. Il est mort à l'âge de 63 ans.

## Famille
Il épouse Mary Knapp, fille de Henry Knapp de Woodcote, à South Stoke, Oxfordshire, le 25 août 1675. Il a plusieurs enfants :
- Son fils, Richard Temple (1er vicomte Cobham), hérite du titre de baronnet et est élevé à la pairie sous le titre de vicomte Cobham[1].
- Sa fille aînée Maria épouse Richard West (prêtre) (en)[4].
- Sa deuxième fille Hester épouse, le 25 novembre 1710 à Wotton Underwood, Bucks, Angleterre, Richard Grenville (1678-1727)[5] Elle (Hester) avait succédé à son frère Richard Temple, 1er vicomte Cobham, à Stowe, qui devint désormais le siège principal de la famille et avec Wotton, appartint à la famille jusqu'à la mort du dernier duc de Buckingham et Chandos en 1889. Elle est ensuite devenue la 1re comtesse Temple.
- Christian, une fille cadette, épouse Thomas Lyttelton (4e baronnet). Lorsque son frère Richard Temple (1er vicomte Cobham) est nommé vicomte Cobham, c’est avec un reliquat spécial (à défaut de ses propres héritiers) pour sa sœur Hester et ses héritiers de sexe masculin et à défaut d’eux pour les héritiers de Christian. Ce dernier reste prend effet en 1889 lorsque son descendant Charles, Lord Lyttelton devient vicomte Cobham.